# Нова мечеть (Стамбул)
Нова Мечеть (тур. Yeni Cami, трансліт. Єні-Джамі), також відома як Мечеть Валіде Султан (тур. Valide Sultan Camii) або Нова Мечеть Валіде Султан (тур. Yeni Valide Sultan Camii — офіційна назва) — османська мечеть у Стамбулі. Розташована в старій частині міста на однойменній площі в кварталі Еміненю поруч із Галатським мостом. Мечеть, що споруджувалася впродовж 67 років (1597—1665), є одним з найкращих прикладів архітектури доби Жіночого султанату.

## Історія будівництва
Будівництво мечеті почалося в 1597 році за наказом Сафіє Султан, дружини султана Мурада III. Архітектором був обраний учень великого Сінана Давуд Ага. Коли два роки тому помер Давуд Ага, його замінив Далгич Ахмед Ага. Будівництво велося понад півстоліття і завершилося лише після приходу до влади українки Надії Турхан Султан. Район Еміненю був комерційним центром Стамбула, в якому проживали переважно євреї. Вибір саме цього району для будівництво великої мечеті був очевидний: Сафіє Султан розраховувала розширити сферу ісламського впливу в межах міста, спекулюючи на зростаючому невдоволенні місцевих та іноземних торговців, яким завдавало шкоди збільшення могутності і впливу їх єврейських колег, які дали Сафіє виправдання для конфіскації майна торговців . Однак, збільшення витрат, пов'язаних з будівництвом викликало різку критику. Зокрема, яничар обурювала зростаюча політична сила Валіде Султан і вони вірили, що мечеть — непотрібні витрати. Однак, після смерті сина султана Мехмеда III Сафіє втратила владу і була вислана в старий палац своїм онуком Ахмедом I, де і померла 15 років по тому. Ахмед I не зацікавився проектом, будівництво було занедбане. З часом конструкція стала перетворюватися на руїни і постраждала при пожежі 1660 року. У тому ж році головний архітектор імперії Мустафа Ага запропонував українці Надії Турхан Султан, матері султана Мегмеда IV завершити проект. Будівництво було завершено в 1663 році.

## Архітектура

### Зовнішній вигляд
Мечеть вінчають 66 куполів, розташованих пірамідально, і два мінарети з трьома шерефе на кожному. Висота головного купола 36 метрів, він підтримується чотирма напівкуполами, стеля прикрита безліччю куполів різних розмірів. Таке розташування куполів було раніше використано при будівництві мечеті Шехзаде Сінана і Блакитної мечеті Седевкара Мехмеда Аги. Фасад мечеті прикрашений ізникськими кахлями.

### Внутрішній вигляд
Усередині мечеть добре освітлена, підлога викладена килимами.
Вікна прикрашені кольоровими вітражами. На всіх вікнах є аяти і сури з Корану. Мечеть оброблена фаянсом і має п'ять воріт, одні з яких виходять на передній двір мечеті.

### Комплекс
Як і інші імперські мечеті в Стамбулі, Єні-Джамі була задумана як комплекс будівель, необхідних для задоволення релігійних і культурних потреб. Оригінальний комплекс складався з самої мечеті, лікарні, мектеби, хамама, тюрбе (в якому крім самої Турхан і її сина Мехмеда IV поховано ще п'ять султанів (Мустафа II, Ахмед III, Махмуд I, Осман III і Мурад V), а також безліч членів їх сімей), двох фонтанів, ринку (який виконував функцію фінансового забезпечення будівництва мечеті) і Хюнкар Касри (покої Султана), побудованого спеціально для Турхан і складається з двох великих кімнат, тераси і вбиральні.
Мечеть має монументальний внутрішній двір (Авлу). У центрі двору знаходиться елегантний фонтан для релігійних обмивань (фактично ритуал обмивання проводиться з водопровідних кранів біля південної стіни мечеті). Навколо двору побудована галерея з портиком, перекрита 24 куполами. Під час правління Ахмеда III була додана бібліотека. У XIX столітті була знесена стіна зовнішнього двору. Пізніше були знесені дарулкурра (приміщення для читання Корану) і мектеб.

## Галерея

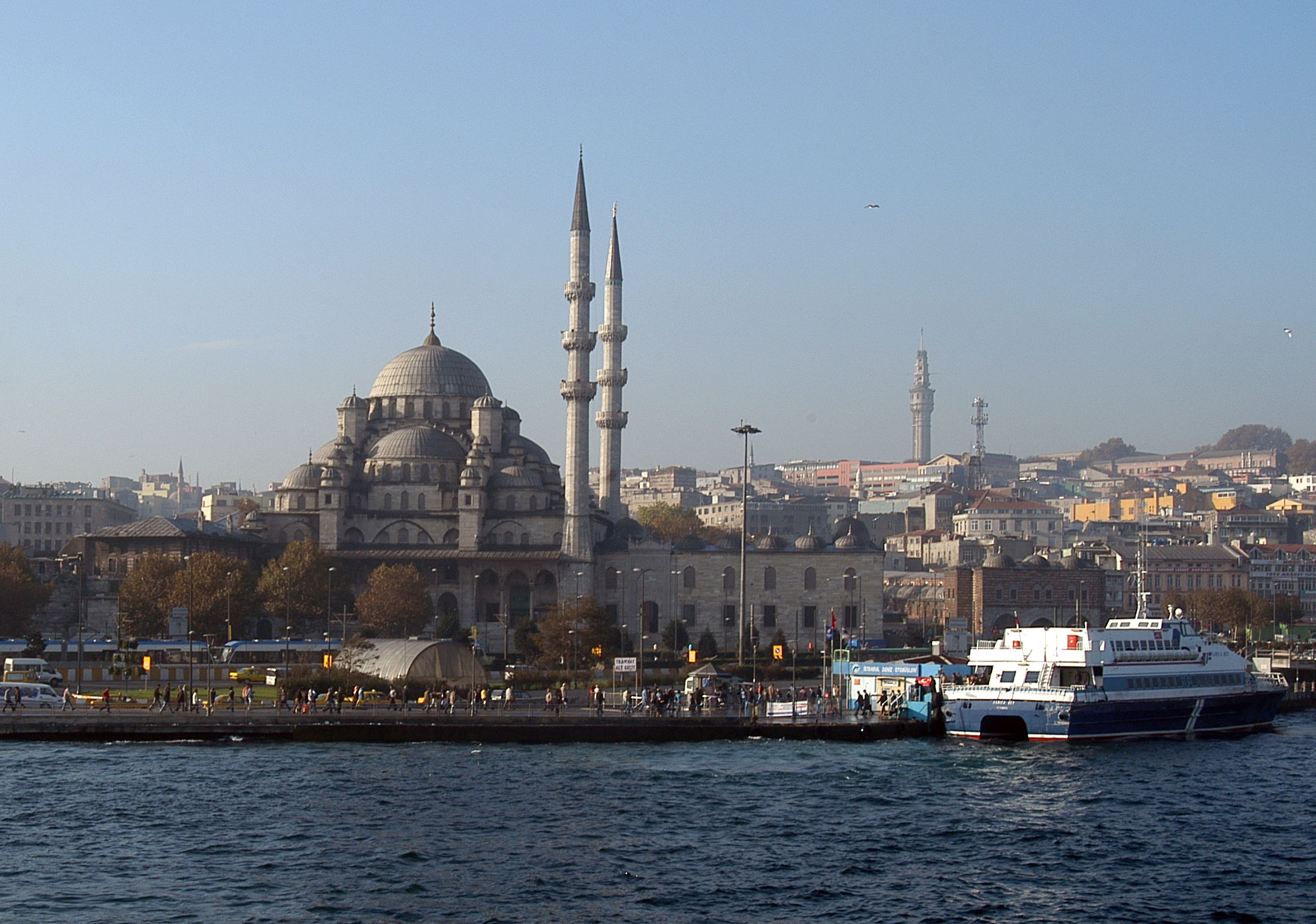
Вид на Єні-Джамі з Золотого Рогу
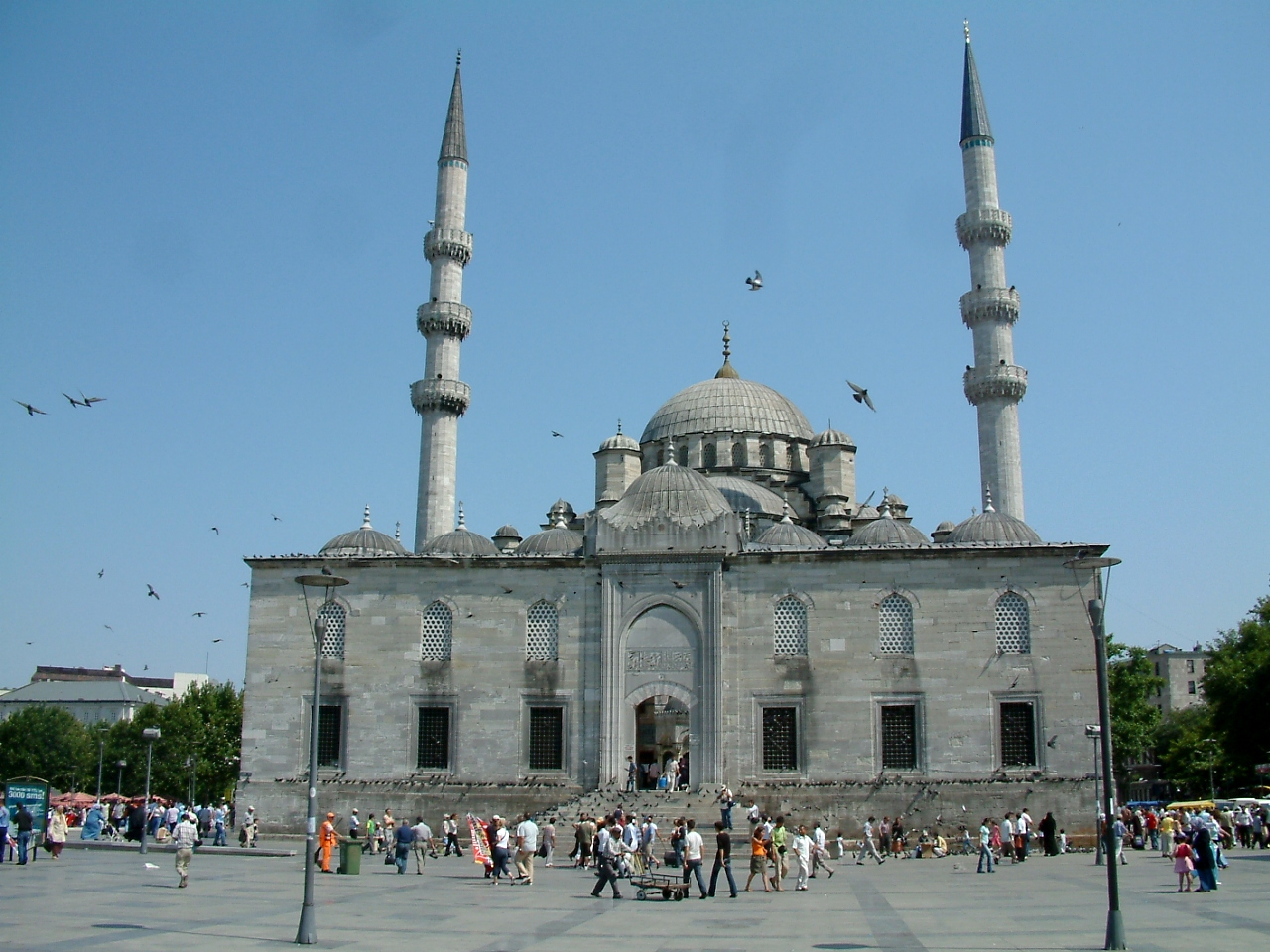
Головний вхід
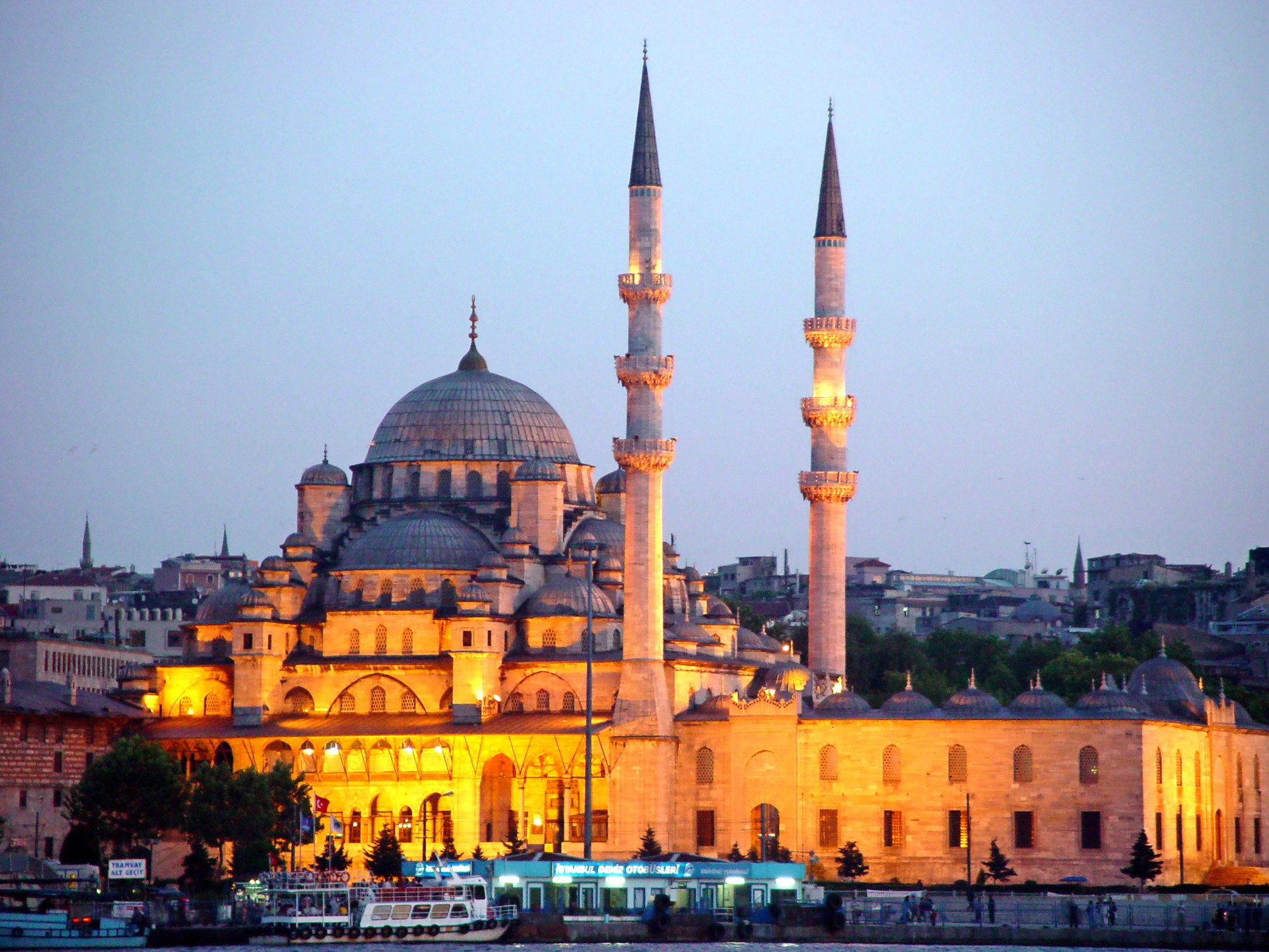
Єні-Джамі вночі
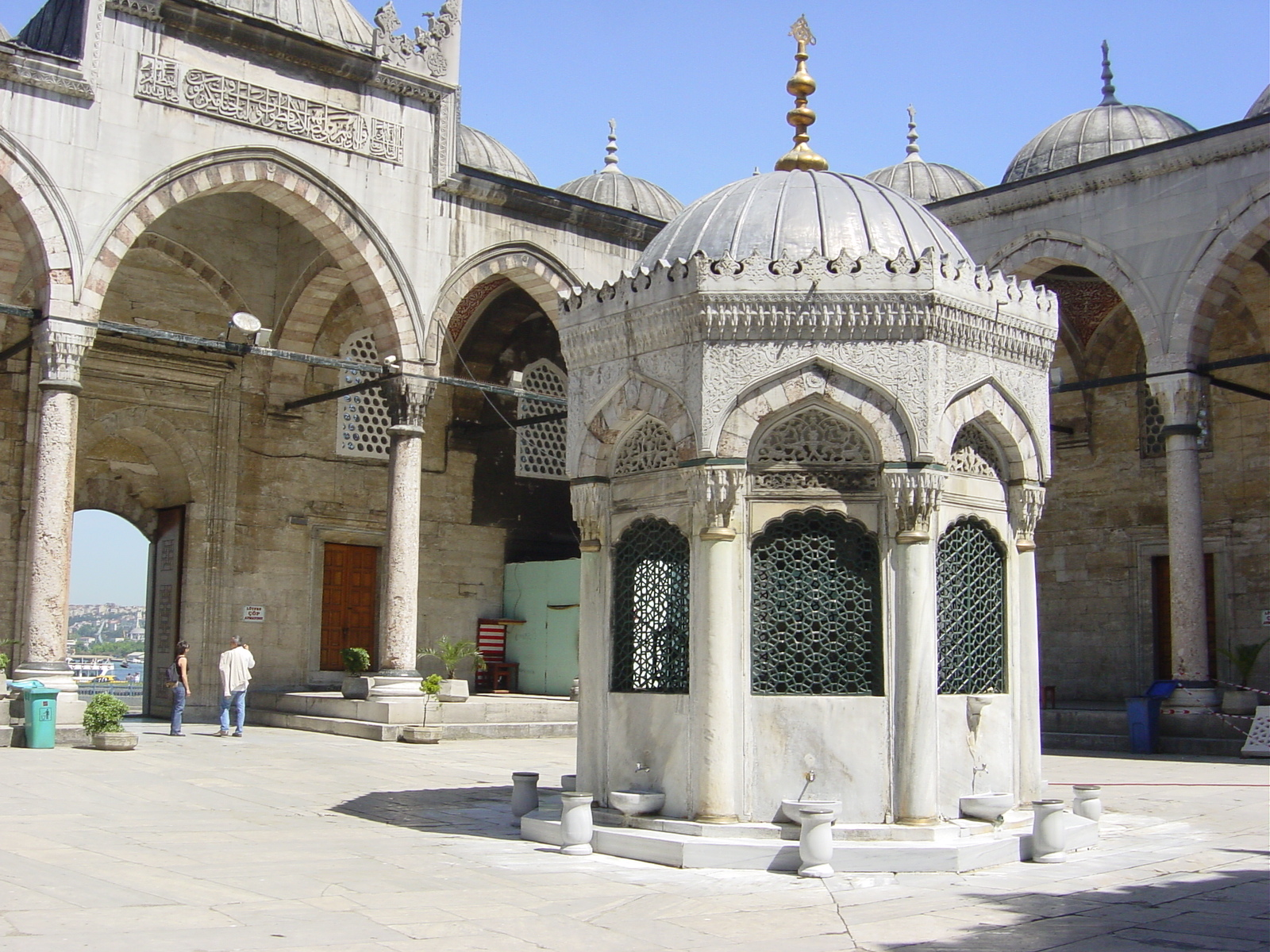
Внутрішній двір
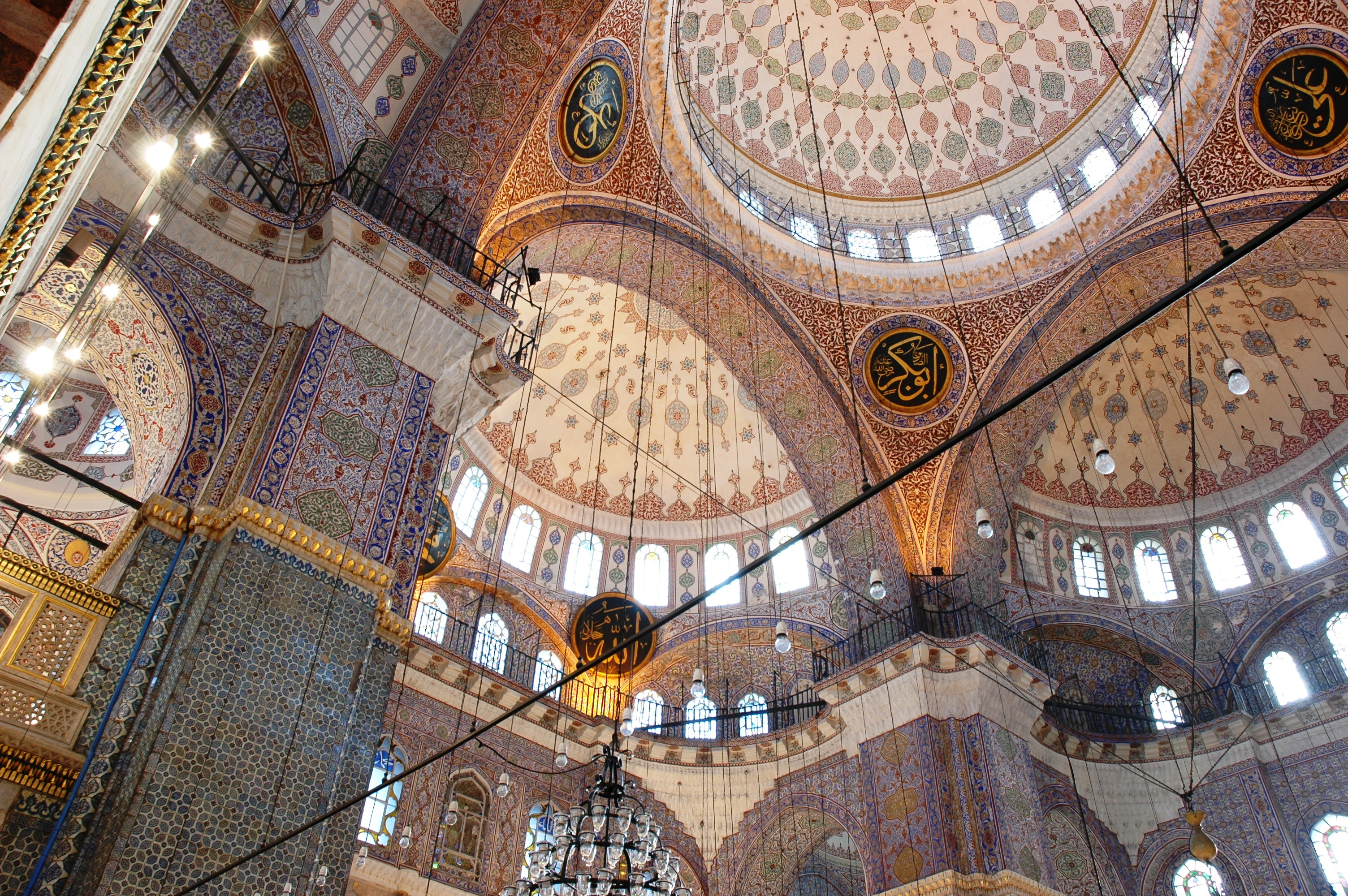
Купола
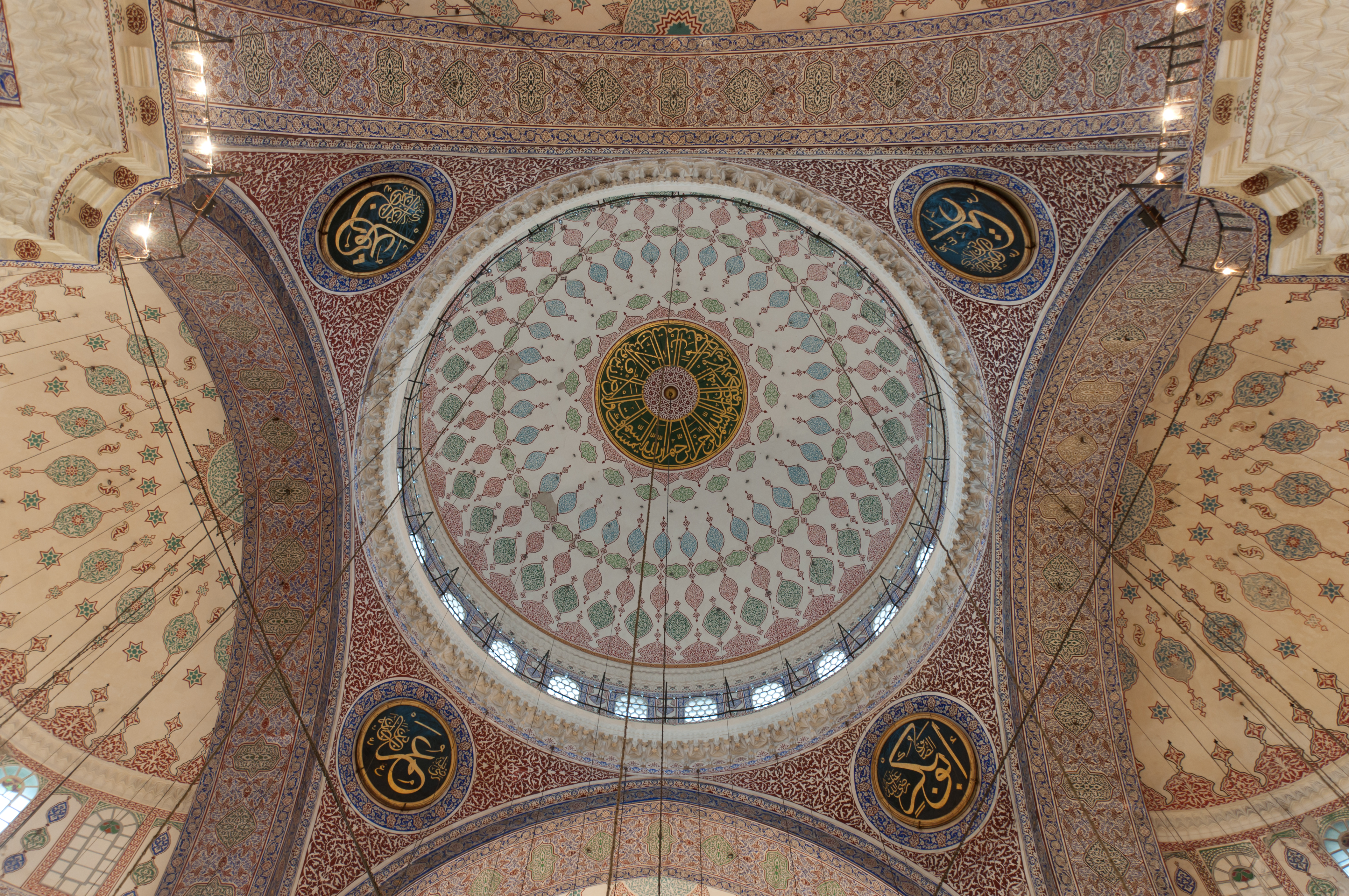
Головний купол
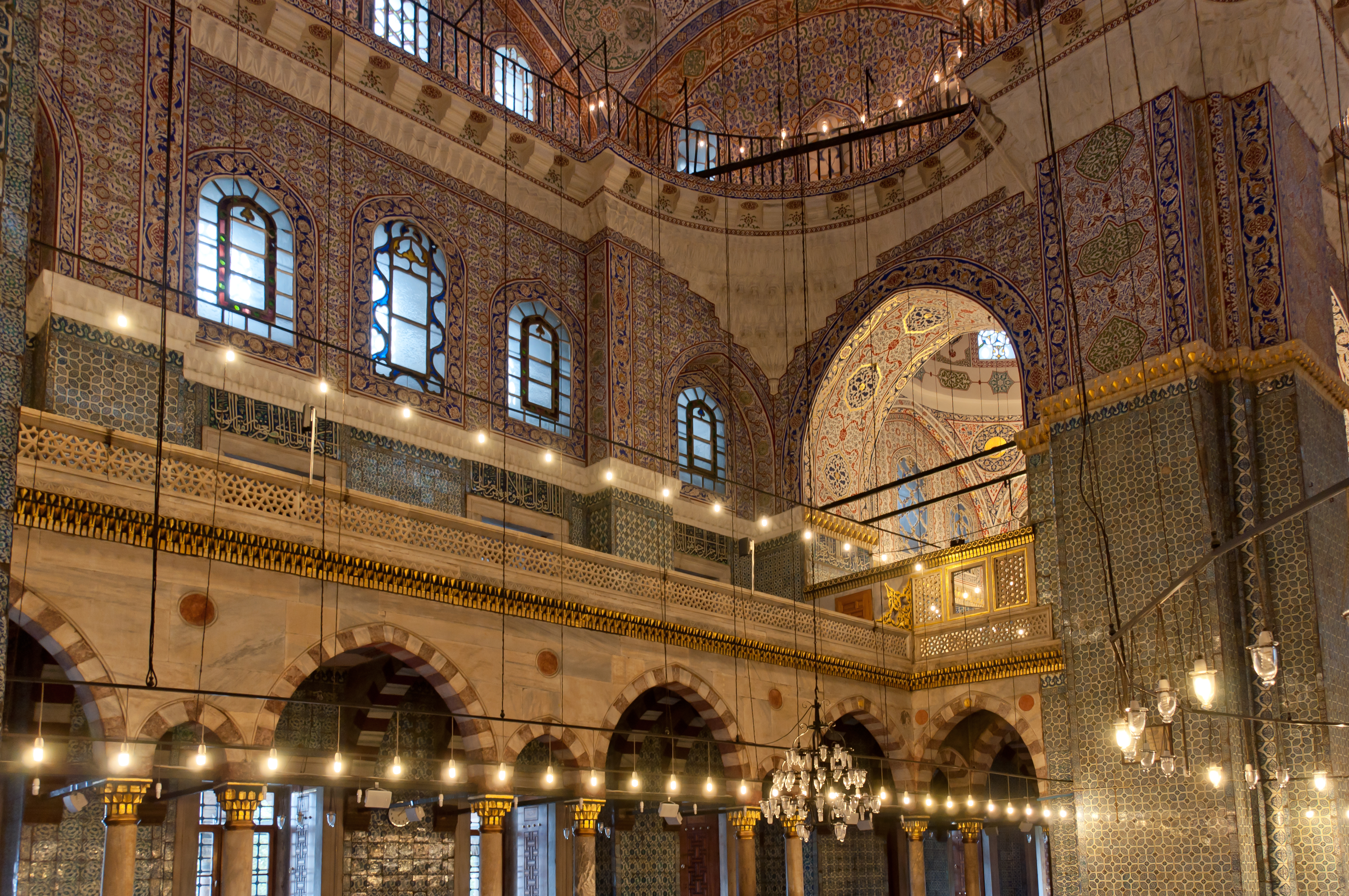
Інтер'єр
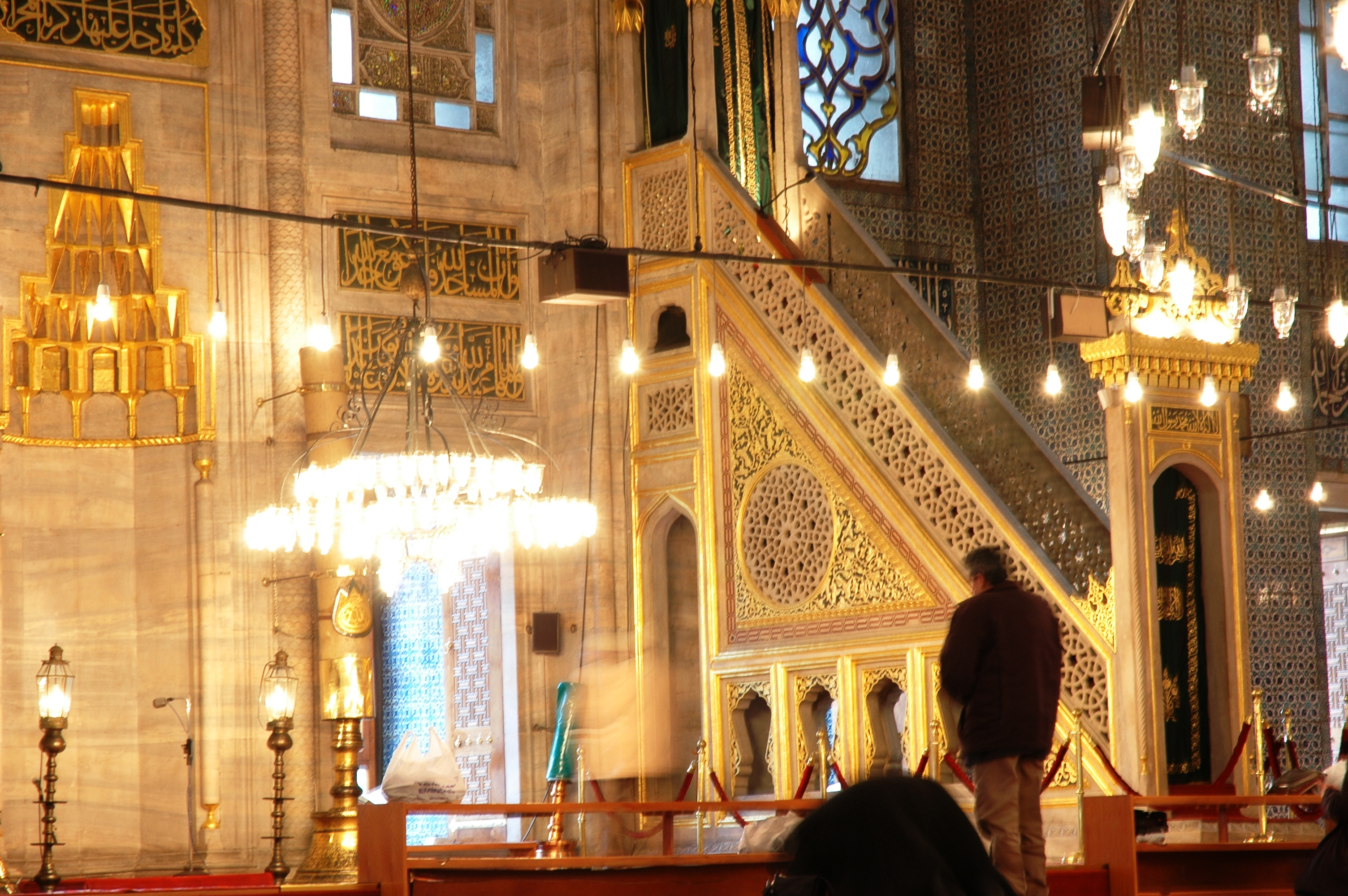
Мінбар